# Жуково (Куньинский район)
Жуково — деревня в Куньинском районе Псковской области России. Входит в состав Жижицкой волости.

## География
Расположена в 1 км к югу от волостного центра, деревни Жижица, у северо-восточного прибрежья Жижицкого озера.

## Население
| 2001 | 2002 | 2010 |
| ---- | ---- | ---- |
| 45   | ↘23  | →23  |

Численность населения деревни по оценке на 2000 год составляла 45 жителей.

## Инфраструктура
Основные социальные объекты находятся в центре волости - д. Жижица. 

## Транспорт
Ближайшая железнодорожная станция — Жижица на линии Москва — Волоколамск — Ржев — Великие Луки — Рига.